# Доктор Дум
До́ктор Ви́ктор фон Дум (англ. Doctor Victor von Doom) — суперзлодей, появляющийся в американских комиксах издательства Marvel Comics, заклятый враг Фантастической четвёрки и, в особенности, её члена-основателя — Рида Ричардса. Созданный Стэном Ли и Джеком Кирби персонаж дебютировал в The Fantastic Four #5 (июль, 1962). Доктор Дум считается одним из величайших злодеев вселенной Marvel, а также правителем вымышленной страны Латверии, в которой он установил тоталитарный режим и собственную диктатуру. Доктор Дум являет собой одновременно выдающегося учёного и величайшего чёрного мага, в комиксах он принимал статус как отрицательного, так и нейтрального и даже положительного персонажа. В то время как главным противником Дума была Фантастическая четвёрка, он часто сражался против Человека-Паука, Железного человека, Доктора Стрэнджа, Чёрной пантеры, Людей Икс, Мстителей и других супергероев.
Доктор Дум занял 4-е место среди «100 величайших злодеев всех времён» по версии журнала Wizard и 3-е место в списке «100 величайших злодеев из комиксов» по версии IGN. В более поздней статье IGN назвал Дума «величайшим злодеем Marvel».
На протяжении многих лет с момента его первого появления в комиксах персонаж появлялся в других медиапродуктах, в том числе мультсериалах, видеоиграх и художественных фильмах. В невышедшем фильме «Фантастическая четвёрка» образ Доктора Дума в кино впервые воплотил американский актёр Джозеф Калп, в картинах от студии 20th Century Fox «Фантастическая четвёрка» 2005 года и «Фантастическая четвёрка: Вторжение Серебряного сёрфера» 2007 года его роль исполнил австралийский актёр Джулиан Макмэхон, в фильме-перезапуске «Фантастическая четвёрка» 2015 года Дума сыграл британский актёр Тоби Кеббелл, а в проектах «Кинематографической вселенной Marvel» его изобразил американский актёр Роберт Дауни-младший.

## История публикаций

### Создание и концепция
Подобно многим другим персонажам Серебряного века комиксов Marvel, Доктор Дум был создан Стэном Ли и Джеком Кирби. Из-за высоких продаж комикса The Fantastic Four, Ли и Кирби хотели «вдохнуть новую жизнь [в комикс]… придумать суперсенсационного нового злодея». При выборе имени для него Ли остановился на «Докторе Думе», объясняя это тем, что оно «красноречиво в своей простоте — великолепно в подразумеваемой угрозе».
Ввиду того, что выпуски должны были выходить ежемесячно, сценаристы не могли должным образом раскрыть историю происхождения персонажа вплоть до Fantastic Four Annual #2, вышедшего спустя два года после дебюта Дума. Родителями Виктора Фон Дума были странствующие цыгане Вернер и Синтия, проживавшие в Латверии — маленькой европейской стране, отделившейся от Венгрии и управлявшейся королём Владимиром. Мать Виктора была ведьмой, призвавшей демона Мефисто для получения силы, которая впоследствии вышла из-под контроля, и была убита солдатами. Перед смертью она попросила Вернера, чтобы тот защитил Виктора от Мефисто. Отец Виктора был врачевателем, и когда не смог вылечить жену короля Владимира, был вынужден бежать вместе с Виктором холодной зимней ночью. Виктору удалось пережить холод, а его отцу нет. Обнаружив мистические артефакты своей матери, Виктор начал обучаться колдовству, надеясь освободить душу матери. К тому времени как Дум стал подростком, он обнаружил в себе научный гений и использовал свои изобретения, чтобы начать войну против монархии Латверии, всегда идя на шаг впереди них. О юном гении прослышали в Америке, и он был приглашён в государственный университет Нью-Йорка. Там он познакомился со студентом-гением Ридом Ричардсом, но Виктор отказал ему в дружбе. Во время своего обучения в университете Виктор соперничал с ним, пытаясь доказать Риду, что его интеллект гораздо выше. Самым важным изобретением Виктора фон Дума была машина, с помощью которой он хотел спасти из Ада душу его матери. Ричардс пытался предупредить его об ошибках в вычислениях, но Виктор не стал слушать его. Он активировал машину и она взорвалась, оставив шрамы на его лице. Из-за неэтичных экспериментов Дума исключили из университета. С этого момента он винил в своей судьбе исключительно Рида Ричардса. После этого Виктор путешествовал по миру, остановившись в Тибете. Местные монахи помогли создать доспехи и маску, снять которую был в состоянии только сам Виктор. Он вернулся в Латверию, где низложил правителя своей родины и объявил себя королём. Затем он начал использовать ресурсы Латверии для реализации своих планов мирового господства. Махинации Дума привели к неоднократной конфронтации с Фантастической четвёркой, а также со многими другими супергероями.
Джек Кирби изобразил Дума как воплощение смерти, однако, вместо скелета оснастил его доспехами. Сам Кирби аргументировал свой выбор следующим образом: «Смерть ассоциируется с доспехами и нечеловеческой сталью. Смерть — это нечто безжалостное, а человеческая плоть олицетворяет милосердие». Также Кирби описал Дума как «параноика», подавленного своим изуродованным лицом, который желает, чтобы весь мир был похож на него. Тем не менее художник / сосценарист отметил, что «Хоть Дум и злодей, он не всегда был таким. Он пользовался уважением… но из-за изъяна собственного характера он был перфекционистом». В какой-то момент в 1970-х Кирби изобразил своё представление о том, как Дум должен выглядеть под маской, нарисовав один единственный шрам на его щеке: «Из-за этого незначительного несовершенства Дум прячет лицо не от мира, а от самого себя». Таким образом Кирби аргументировал мотивацию Доктора, считающего, что из-за своего маленького шрама Дум хочет быть выше людей, которые его лишены. В сюжетах Стэна Ли причиной регулярных поражений Дума является его высокомерие, тогда как из-за гордыни персонажа он становится жертвой собственных изобретений.
Несмотря на то, что Фантастическая четвёрка сражалась с различными злодеями, такими как Человек-крот, Скруллы и Подводник Нэмор, Думу удалось затмить всех антагонистов и стать заклятым врагом команды. В течение 1970-х Дум начал фигурировать в большем количестве серий Marvel, таких как Astonishing Tales, The Incredible Hulk, и Super-Villain Team-Up (1975). Начиная с #42, он также появлялся в Marvel Team-Up (Февраль, 1976). О происхождении Дума говорилось в Astonishing Tales, где раскрывалась его связь со злодеем Мефисто.

### 1980—1990-е
В 1976 году, Marvel и DC совместно работали над комиксом Superman vs. the Amazing Spider-Man и, в попытках повторить его успех, в 1981 году выпустили новый кроссовер между своими персонажами под названием Superman and Spider-Man. Сценарист Марв Вулфман выбрал Доктора Дума в качестве главного антагониста истории из-за культового статуса персонажа в мире комиксов: «Я полагал, что мне нужен самый зловещий злодей из всех существующих, коим оказался Доктор Дум. Их величайший герой против нашего величайшего злодея».
В 1981 году Джон Бирн начал свой шестилетний ран в Fantastic Four, где выступал как сценаристом, так и художником, положив начало «второму золотому веку» серии. Он хотел «повернуть время вспять… [чтобы читатели могли] вернуться и посмотреть свежим взглядом на то, что сделало эту серию великой в самом начале её пути». Первое появление Виктора фон Дума в ране Бирна состоялось в #236. В то время как Кирби намекал, что Дум стыдился своего «изуродованного» лица скорее из тщеславия, Бирн подтвердил, что лицо Виктора было обезображено на самом деле, и только собственные рабы-роботы под названием Думботы могли видеть своего господина без маски. Также Бирн подчеркнул другие черты характера Виктора: несмотря на свою безжалостную натуру, он — человек чести. Вернувшись в Латверию после временного свержения, Доктор Дум отказался от плана выкрасть мистические тайны Доктора Стрэнджа, которые помогли бы восстановить его владения. Виктор фон Дум, являющийся вспыльчивым человеком, иногда проявляет теплоту и сочувствие к другим людям: он пытается освободить душу своей матери из царства Мефисто и обращается с Кристоффом Вернардом как с собственным сыном. Кроме того, Бирн более детально описал историю с повреждением его лица: несчастный случай в Университете Эмпайр-Стейт оставил Виктору лишь маленький шрам, однако затем его лицо покрылось многочисленными ожогами из-за собственного высокомерия Виктора, который надел ещё не успевшую остыть выкованную маску.
После ухода Бирна, Доктор Дум продолжал оставаться главным злодеем Fantastic Four, а также появлялся в других комиксах: Punisher, The Spectacular Spider-Man, и Excalibur. При сценаристе Fantastic Four Стивене Энглхарте, Дум был изгнан из Латверии своим наследником Кристоффом, которому промыли мозги, из-за чего тот начал думать, что он и есть Виктор фон Дум. Дум должен был провести большую часть времени в изгнании, планируя своё возвращение, но Энглхарт покинул серию, прежде чем смог завершить сюжетную линию. В Fantastic Four #350, сценарист Уолт Симонсон обозначил, что тот Виктор фон Дум был роботом-самозванцем, в то время как настоящий Доктор Дум, облачённый в новые доспехи, вернулся в Латверию, дабы отвоевать свои земли у узурпатора, вводит идею о том, что Виктор путешествует сквозь время и пространство, при случае возвращаясь на Землю. Таким образом читатели смогли предположить, что любое проявление злодея — действия его думботов, а не его самого. Городская легенда утверждает, что Симонсон составил список историй, в которых появлялся настоящий Доктор Дум и тех, где только его копии. Согласно реткону Симонсона, последний раз настоящий Виктор фон Дум появился в сюжетной арке Battle of the Baxter Building. Более поздние сценаристы проигнорировали задумку Симонсона, переосмыслив эти элементы истории как попытку Дума обвинить в своих прошлых неудачах непослушных роботов.

### 2000—2010-е
Сценарист Марк Уэйд хотел переосмыслить образ Доктора Дума в сюжетной линии Unthinkable 2003 года (vol. 3 #66-70 и vol. 1 #500), в результате чего персонаж отказался от робототехники и погрузился в изучение мистики. Доктор Дум помогал при рождении дочери Сью и Рида, которую ему позволили назвать Валерией в честь любви всей своей жизни, однако Виктор совершил этот акт доброты только как часть обширного замысла. Сюжетная арка получила такое название из-за «немыслимого» действия, которое Дум должен был совершить, чтобы обрести новую магическую силу от троицы демонов, а именно убить свою первую возлюбленную, Валерию. После того, как Дум получает новые мистические кожаные доспехи из плоти Валерии, он заключает Франклина Ричардса в аду и захватывает в плен Валерию Ричардс. Впоследствии ему также удаётся пленить всю Фантастическую четвёрку. Затем Дум пытается доказать своё превосходство над Ридом Ричардсом, давая ему шанс найти выход из тюрьмы, из которой можно было сбежать только с помощью магии, полагая, что Ричардс не сможет этого сделать. Тем не менее, с помощью Доктора Стрэнджа, Ричардс обучается базовым заклинаниям, признавая, что не сможет понять магию. Ричардс обманом заставляет Виктора отвергнуть демонов, в результате чего те утаскивают Дума в ад. Дум остаётся в подземном царстве вплоть до событий сюжетной линии Ragnarok 2004 года, публиковавшейся в комиксе Thor, во время которой молот Тора Мьёльнир провалился сквозь измерения и дал Думу возможность покинуть ад.
С 2005 по 2006 год выходила ограниченная серия Books of Doom, в которой сценарист Эд Брубейкер пересказал историю происхождения персонажа. По словам Брубейкера, серия была отличным способом рассказать о более ранних периодах жизни Дума, которые нечасто освещались в комиксах. Ко всему прочему, серия должна была ответить на вопрос, был ли путь Доктора Дума от проблемного ребёнка к диктатору судьбоносным или же виной его испорченности послужили собственные ошибки Виктора — по сути, противостояние природных и социологических факторов, а также размышления на тему того, сможет ли Дум стать героем. На версию Дума Брубейкера сильно повлиял оригинальный ран Ли и Кирби. Отвечая на вопрос, покажет ли он когда-нибудь лицо Дума, Брубейкер заявил: «Следуя примеру Кирби, я думаю, что не стоит этого делать».
Могучие Мстители вторглись в Латверию, государство фон Дума, из-за его участия в создании химической бомбы, которая должна была заразить людей симбиотами (впоследствии выяснилось, что эта атака на самом деле была организована Кристоффом Вернардом, чтобы отвлечь Дума от предстоящего переворота). Из-за вмешательства Альтрона, бомба была сброшена на Манхэттен, но Могучие Мстители смогли предотвратить её воздействие на население. Во время вторжения в Латверию, Часовой, Железный человек и фон Дум отправляются в прошлое благодаря платформе времени правителя Латверии. В конце концов, трио врывается в здание Бакстера и использует конфискованную машину времени, чтобы вернуться в настоящую эпоху, а Часовой пользуется тем фактом, что мир скоро забудет о нём, чтобы быстро победить Существо. Доктор Дум переносится в замок Морганы, чтобы собрать волшебную армию и захватить Мстителей, но те освобождаются, после чего Дума арестовывают за террористические преступления против человечности после непродолжительного сражения, в кульминации которого Часовой сорвал с Доктора Дума маску.
Во время событий Dark Reign, когда Норман Озборн был одной из самых могущественных фигур в США, Дум получил помилование и был отправлен обратно в Латверию. Тем не менее, Моргана ле Фэй вызывает его на магическую дуэль, которую он проигрывает. Дум находится в плену колдуньи до тех пор, пока Тёмные Мстители не спасают его. Затем он с помощью магии восстанавливает своё королевство.
Персонаж также фигурирует в сюжетной линии Siege, где Дум сначала одобряет нападение Озборна на Асгард, однако затем предаёт его замысел. Также он появляется в минисерии Doomwar из 5 выпусков, написанной Джонатаном Мэйберри. По сюжету Дум заключает союз с группой Дестури, чтобы взять под контроль Ваканду. Он нападает на Т’Чаллу, последнего носителя имени Чёрная пантера. Основная цель Доктора Дума заключалась в добыче вибраниума Ваканды, который он намеревался усилить с помощью магии и, тем самым, сделать себя неуязвимым. Тем не менее, этот план был сорван, когда Т’Чалла привёл в действие устройство, которое уничтожило весь запас вибраниума Ваканды, предпочитая верить, что его люди смогут выжить без этого металла.
В сюжетной линии охватившей Fantastic Four #566-569, которую написал Марк Миллар, Дум усилил свои способности. Он был отброшен в далёкое прошлое Маркизом Смерти, после чего Дум сражался во времени и пространстве, чтобы вернуться в настоящее и отомстить Маркизу Смерти. Дум заявил, что после убийства Маркиза он перестроил каждую молекулу своего тела и, тем самым, увеличил имеющуюся сверхчеловеческую силу. Тем не менее, в более поздних выпусках данная деталь игнорировалась, поскольку сценаристы вернули Дума на прежний уровень, а вся арка оказалась сном Валерии Ричардс. Позже Дум присоединился к группе суперзлодеев, известной как Интеллигенция, однако некоторое время спустя после вступления был предан собственными соратниками. С помощью Брюса Бэннера он сбежал и вернулся в Латверию.
В начале сюжетной арки Fantastic Four: Three Дум пришёл к выводу, что ему необходимо «переродиться», в связи с чем решил отречься от престола в пользу Кристоффа. Его рассуждения прервала Валерия, которая неожиданно переместилась в тронный зал и обратилась к своему крёстному за помощью. Валерия моментально установила, что Дум повредился в уме, и заключила с ним сделку, в соответствии с которой тот должен был помочь ей спасти отца, а Валерия — восстановить его разум. Некоторое время спустя, смиренный Дум присутствовал на похоронах Джонни Шторма.
В дальнейшем отец Рида Натаниэль и Валерия Ричардс рекомендовали Виктора ко вступлению в Фонд Будущего. Существо в гневе набросился на Дума, однако Мистер Фантастик и Невидимая леди остановили бой и поприветствовали их старого врага в своих рядах. Во время событий Secret Wars, Дум захватил силу Потусторонних при помощи Доктора Стрэнджа и Молекулярного человека, собрав все оставшиеся компоненты из разрушенной мультивселенной и сформировав новый Мир Битв, состоящий из различных альтернативных реальностей. Кроме того, он взял на себя роль Бога-Императора, который внушил обитателям Мира Битв, что он всегда был всемогущим существом и их правителем. Он женился на Сью и признал Франклина и Валерию своими детьми. Джонни Шторму и Бену Гримму Дум отвёл роль солнца и защитной стены. Тем не менее, Ричардс и другие пережившие разрушение всех вселенных герои и злодеи бросили ему вызов и, благодаря Молекулярному человеку, лишили его силы и восстановили мультивселенную, что Дум считал невозможным. С помощью новообретённой силы Потусторонних, Рид исцелил лицо и душу Виктора.
Дум вернулся в Латверию, где спас Тони Старка / Железного человека, выводя из строя группу латверийских повстанцев звуковой атакой, и поклялся, что стал совершенно другим человеком. Он заявил Старку, что отказался от своей диктатуры над Латверией, чтобы вернуть землю людям. В знак доверия он передал Тони один из Жезлов Ватумба, чтобы помочь ему победить Мадам Маску. После прибытия новых повстанцев, Дум телепортировал Старка в зоопарк Бронкса. Позже двое мужчин отправились в Чикаго, чтобы противостоять Мадам Маске. Обнаружив, что Мадам Маска была одержима иной сущностью, Дум поручил Старку заманить её в ловушку внутри брони Железного человека, чтобы изгнать демона из неё. Дум исчез прежде чем потерявший сознание Тони пришёл в себя. Некоторое время спустя Дум прервал свидание Тони за завтраком с Амарой, вновь попытавшись доказать Тони, что он изменился и стремится исправить свои ошибки после чего осмотрел Старка на предмет побочных эффектов от экзорцизма. Поняв, что Старк по-прежнему не доверяет ему, Дум ушёл. После того, как Тони Старк впал в кому по результатам сражения с Капитаном Марвел, Дум стал новым Железным человеком и вступил в конфронтацию с Мефисто, замаскированным под Творца, злую версию Рида Ричардса из Ultimate-вселенной, присоединился к Мстителям, и зачал ребёнка доктору Амаре Перера. Когда Бен Гримм и Джонни Шторм отправились на поиски своих товарищей по команде, узнав, что длительная разлука ослабляет силы Фантастической четвёрки, Дум последовал за ними в их путешествии по параллельным вселенным, предлагая свою помощь Риду Ричардсу из альтернативной реальности в разработке плана по устранению Доктора Дума из его мира, который перенёсся в тело Галактуса и поглотил все существующие миры, кроме Земли. Внезапное изменение Дума вызвало недовольство среди злодеев, в результате чего группа сверхлюдей во главе с Капюшоном объединила свои силы, чтобы победить его. После неоднократных попыток нейтрализовать Дума состоялось решающее сражение, в ходе которого Капюшон попытался захватить «Stark Industries», что произошло вскоре после того, как Старк тайно оправился от ран. Тони столкнулся с Капюшоном и наткнулся на Виктора. Дум сразился с Капюшоном и неопознанным демоном, овладевшим им, один на один, и его лицо было сильно обожжено демоном в процессе. После поражения злодеев Виктор отступил к руинам Замка Дума.
Позже молодая женщина по имени Зора Вокувич ворвалась в Замок Дума, потребовав аудиенции с Виктором. Она прорвалась сквозь множество Думботов, охраняющих дворец, прежде чем наконец столкнуться с самим Думом. По словам Зоры Латверия была захвачена диктаторами и оппортунистами с тех пор, как Виктор оставил своё королевство, в связи с чем народ потребовал возвращение своего повелителя. Несмотря на первоначальный отказ, Виктор в конечном итоге согласился, по достоинству оценив боевой дух девушки, которая вручила ему его железную маску. Вернувшись в Латверию, Дум подавил гражданскую войну и поклялся во что бы то ни стало вернуть Латверии былое величие. Пытаясь захватить Галактуса и превратить его в источник силы для Латверии и всего мира, Дум заманил космическое существо в свою страну. С помощью Фантастической четвёрки Виктору удалось заманить Галактуса в ловушку на Роковой горе. Тем не менее, он взял команду под арест за проникновение в Латверию. Фантастической четвёрке удалось сбежать до того, как Дум смог казнить их в прямом эфире. При этом Невидимая леди публично опозорила Виктора, сделав его доспехи невидимыми и, тем самым, выставив напоказ всему миру его покрытое шрамами лицо.

### 2020-е
Во время событий Кровавой охоты, когда вампиры смогли закрыть солнце с помощью силы Тёмного измерения, Латверия оставалась единственной страной, чьи границы не смогли преодолеть кровососы. В ходе противостояния с армией первого истинного вампира Варна дух Доктора Стрэнджа и Клеа обратились за помощью к правителю Латверии, но в обмен на спасение Земли Дум потребовал у Стивена титул Верховного мага, так как только так Виктор мог сотворить нужное заклинание. Тем не менее, после победы Дум отказался вернуть титул и силы Стрэнджу, потому что обещание, что «мир будет в безопасности» всё ещё не было выполнено.

## Силы и способности
Обладая огромным богатством, знаниями, технологиями и властью, доктор Виктор фон Дум считается одним из самых опасных злодеев Земли во всей вселенной Marvel.
Дум — полимат, учёный и изобретатель, обладающий гениальным интеллектом. За всё время своей суперзлодейской карьеры он разработал множество механизмов и машин судного дня, среди которых были его Думботы. Доктор Дум обладает технопатическим контролем над определёнными устройствами, в первую очередь над Думботами. На протяжении большей части комиксов с его участием он изображался как один из самых умных людей во вселенной Marvel, будучи в состоянии без труда вернуть человеческий облик Существу, что также удавалось Риду Ричардсу, однако, тот не мог поддерживать Бена Гримма в нормальном состоянии долгое время. С другой стороны, Ричардсу удалось обработать все компьютерные расчёты, необходимые для спасения жизни находящейся в нестабильном состоянии Китти Прайд, что было невозможно сделать по заверению Дума. Дум использовал свои научные познания, чтобы украсть или воспроизвести силу других существ, таких как Серебряный Сёрфер или даже его хозяина Галактуса.
Помимо того, что Дум является гениальным учёным и изобретателем, он представляет собой могущественного колдуна. Пройдя обучение у тибетских монахов, Дум впоследствии усилил свои способности благодаря наставничеству его бывшей возлюбленной Морганы ле Фэй. Он способен поглощать и проецировать энергию, манипулировать электричеством, формировать магические щиты, совершать межпространственные путешествия, исцелять, создавать метели и вызывать орды демонических существ. Дум занял 2-е место в магическом турнире, проведённом древним колдуном, пожилым Чингисом. После того, как Стрэндж отказался от титула Верховного Мага, он признал, что Дум обладает достаточной магической силой и способностями, чтобы стать его преемником в звании. Кроме того, мастерство и магические познания Дума дают ему уникальное преимущество перед его извечным соперником Ридом Ричардсом, который, несмотря на наличие столь же гениального интеллекта, практически ничего не знает о природе волшебства и магии. Дум отметил, что в отличие от Ричардса, он знаком как с магией, так и с наукой благодаря своим родителям.
Представители расы Овоидов непреднамеренно научили Дума перемещать часть своего сознания в тела других существ посредством простого зрительного контакта, а также показали ему внеземные технологии, при помощи которых он смог избежать тюремного заключения и последующей казни. Тем не менее, в случае нарушения концентрации разум Виктора возвращается в его собственное вместилище. Из-за предрассудков касаемо внешнего вида Дум редко использует эту способность.
Ко всему прочему, Дум обладает удивительно сильной и неукротимой волей, как было показано в графическом романе Emperor Doom, когда Виктор успешно сопротивлялся захватившему контроль над его разумом Пурпурному человеку.
Броня Дума увеличивает его природную физическую силу и выносливость до сверхчеловеческого уровня, вплоть до того, что он оказывается в состоянии сражаться на равных и даже побеждать в бою людей, обладающих суперспособностями, таких как Человек-паук, Халк и Существо. В то же время, Виктор склонен вести бой на дальных дистанциях в сражении превосходящих его по силе противниками. Доспехи Дума практически неразрушимы, что позволяет ему переживать удары большинства сверхсильных оппонентов, в том числе инопланетных существ. При этом его тело остаётся защищённым от манипуляций с материей, искажения реальности и ментальных нападений. Броня содержит арсенал высокотехнологичного оружия и гаджетов, включая перчатки, которые могут стрелять лазерными снарядами, отвечающий за силовое поле генератор, а также производитель электричества, величина которого достигает до 100 000 мега-вольт, что может ранить или убить любого, кто столкнётся с Виктором в ближнем бою. Броня обладает собственным источником энергии, оснащена внутренними хранилищами и системами переработки воздуха, продуктов питания, воды и энергии, что позволяет Думу выжить в течение длительного периода времени нахождения под водой или в космическом пространстве.
Даже без доспехов Дум зарекомендовал себя как высококвалифицированный боец на ближних дистанциях, который смог убить находящегося под угрозой вымирания льва одним ударом. Он изучил принцип действия болевых точек и обучился фехтованию.
Будучи единоличным лидером Латверии, Доктор Дум управляет своим государством железной рукой и часто использует свою политическую власть в личных интересах. Несмотря на дурную репутацию суперзлодея, Дум обладает дипломатическим иммунитетом, что позволяет ему избежать привлечения к суду за большинство своих преступлений, совершённых вдали от Латверии. В его распоряжении находятся природные и технологические ресурсы страны, а также её рабочая сила, экономика и армия. Дум часто следит за жителями Латверии из своего замка и использует своих Думботов для поддержания порядка. Также он предоставляет убежище беглым суперзлодеям, которых использует в своих преступных махинациях.
В историях с его участием за преступлениями Виктора нередко стоят Думботы, который либо выступают от его имени, либо восстают против своего господина из-за прогрессирования искусственного интеллекта. Сценаристы часто используют их в качестве сюжетного оправдания, чтобы вычеркнуть определённые события из жизни Дума.

### Психология
Во многих случаях единственной настоящей слабостью Дума выступало его высокомерие. По мнению Лейлы Миллер Дум не в состоянии признать, что сам может быть причиной своих неудач. Наиболее ярко данное заявление отражается в нежелании Дума взять ответственность за неудачный эксперимент в колледже, в результате которого его лицо оказалось изуродовано шрамами. Вместо этого Виктор предпочитает обвинять в своей судьбе Рида Ричардса, саботировавшего его эксперимент. Несмотря на то, что у Дума есть причины для его высокомерия и гордыни, он не может смириться с тем, что другие могут лучше понимать ситуацию, чем он сам, за исключением случаев, когда ему самому выгодны советы других людей. Несмотря на периодические союзы с другими героями или злодеями, Дум зачастую пытается разрушить альянс ради личной выгоды. Например, заключив союз с Адамом Уорлоком и другими героями против Титана Таноса , Виктор попытался украсть Перчатку Бесконечности Таноса до того, как её владелец потерпел поражение, что создало препятствие для реализации плана Уорлока по победе над Таносом.
Фон Дум всегда придерживается строгого кодекса чести. Тем не менее, он может отступить от своих принципов или перехитрить человека, которому он дал слово в зависимости от личной выгоды. Например, Дум может поклясться, что не причинит вреда своему собеседнику, тем самым он даёт понять, что не будет лично угрожать его жизни, однако, вместе с тем, Виктор не станет препятствовать другим в их действиях против этого человека.
Следуя кодексу чести, Дум однажды спас Капитана Америку, когда тот едва не утонул, поскольку последний ранее спас ему жизнь, а в другом случае он поблагодарил Человека-паука за спасение его от террористов, напавших на него в аэропорту, позволив ему уйти живым, несмотря на то, что Человек-паук впоследствии оскорблял его. Кроме того, исходя из кодекса чести Дум не нападает на противника, которого уважает, когда тот находится в ослабленном состоянии или невыгодном положении, поскольку сам Виктор считает любую победу при подобных обстоятельствах пустой и бессмысленной. Несколько раз Дум сражался с противниками, которые намеревались уничтожить Фантастическую четвёрку, поскольку лично хотел нанести поражение своим заклятым врагам.
Было показано, что Виктор фон Дум заботится о благополучии своих подданных. Однажды он предстал перед судом бога-пантеры Ваканды, доказав, что искренне желает утопического будущего, в котором человечество могло бы процветать, несмотря на то, что сам Виктор жаждал власти.

## Альтернативные версии

### 1602
В альтернативной реальности Marvel 1602, Доктор Дум представлен как Граф Отто фон Дум, также известный как «Отто Красавчик». Выдающийся гений физики и генетики, фон Дум заключает Четвёрку из Фантастика в тюрьму в своём замке. Четвёрка в конечном счёте убегает во время нападения на замок Дума других героев того времени, в результате которого на его лице появляются шрамы.
Отто фон Дум возвращается в 1602: The Fantastick Four, планируя посетить город за краем Земли, где, по его мнению, имеются знания, которые помогут восстановить его лицо. Он похищает Уильяма Шекспира, чтобы тот записал эти события.

### 2099
Дум (Виктор Фон Дум) является анти-героем Marvel Comics во вселенной Marvel 2099. Персонаж основан на Докторе Думе, созданном Стэном Ли и Джеком Кирби.

### Age of Apocalypse
В реальности Age of Apocalypse, Виктор фон Дум является агентом Совета Человечества и главой службы безопасности. Его шрамы на лице появились в результате восстания мутантов в Латверии. Как и его классический аналог, фон Дум остается безжалостным и амбициозным человеком, однако в его цели не входит мировое господство.

### The End
В мини-серии Алана Дэвиса Fantastic Four: The End Доктор Дум предстаёт как четырёхрукий киборг, практически лишённый человечности. Дум получает повреждения во время «войн мутантов» и становится машиной для убийств, главная цель которой заключается в уничтожении Фантастической четвёрки. Он вступает в финальную битву с Четвёркой и, по всей видимости, погибает в результате взрыва, когда его силы вступают в реакцию с силами Франклина и Валерии Ричардс. Позже выясняется, что Дум выжил и завоевал Негативную Зону после убийства Аннигилуса и получения его Космического Жезла и бессмертия.

### The Last Fantastic Four Story
Доктор Дум был одним из тех, кто пытается напасть на Аджудикейтора, когда тот прибывает на Землю, чтобы уничтожить её. Виктор направляет свой воздушный флот в атаку, однако его корабли терпят крушение. Некоторое время спустя он неохотно отправляется в здание ООН, чтобы почтить память Фантастической четвёрки, члены которой спасли Землю.

### House of M
В реальности House of M Дум по-прежнему является правителем Латверии. Его мать осталась в живых, а сам Виктор женат на Валерии и имеет приёмного сына Кристоффа. Во время испытательного полёта космического корабля Рид Ричардс, Сью Шторм, а также Джон Джеймсон, полетевший в космос вместо Джонни Шторма, подверглись воздействию космической радиации, которая убила их. Бен Гримм выживает, однако происшествие сказывается на его рассудке. Дум решает сформировать Ужасающую четвёрку, состоящую из него самого, Гримма, Валерия и Кристоффа. Из-за высокомерия Дума и его жестокости по отношению к Гримму, последний предаёт команду. В результате Валерию и Кристоффа убивают, а мать Виктора похищают, из-за чего сломленный Дум готовится отомстить. В надежде стать совершенным он подвергает себя мутации, превратив свою кожу в жидкий металл, благодаря чему приобретает способность формировать оружие из рук.

### Mini-Marvels
Доктор Дум эпизодически появляется в серии Mini-Marvels. В разделе Classic Mini Marvels о нём написана история, по сюжету которой Виктор пытается освоить комиксы Marvel. Его можно увидеть в Civil Guards как одного из врачей, которые экспериментируют с телом Человека-паука. В World War Hulk было показано, что в доме Мстителей висит портрет Дума.

### MC2
В серии Fantastic Five выясняется, что Дум в течение десяти лет находится в плену у Подводника после разрушения Атлантиды. Думу удаётся сбежать, при помощи устройства, которым раннее пытался наполнить космической силой Терракса своих Думботов, поскольку его органическое тело было не в состоянии усвоить внеземную мощь вестника Галактуса. Воспользовавшись желанием Дума доказать своё превосходство, Рид Ричардс вызывает Дума на психическую дуэль, используя устройство, которое отправит разум проигравшего на Перекрёсток Бесконечности. Поскольку ни один не уступает другому, сознания обоих попадают в Перекрёсток, в то время как их физические тела остаются пустыми оболочками. Тем не менее, товарищи по команде Рида отмечают, что всегда есть вероятность возвращения двух заклятых врагов, пока их тела остаются живы.

### Iron Man 2093
Дум и Железный человек попадают в альтернативное будущее, действие которого происходит в 2093 году, где возрождённый король Артур правит современным Камелотом с помощью Мерлина, чтобы предотвратить уничтожение большей части населения Земли. В то время как Железный человек противостоит своему потомку, владеющему Экскалибуром, чтобы уравнять шансы против модернизированной брони своего врага, Дум встречает своего двойника из будущего, который продлевает свою жизнь при помощи технологий, и вступает в союз с будущим Железным человеком, для воплощения своего плана. Дум отрекается от своей версии из будущего, утверждая, что он никогда бы не пошёл на такое даже в целях получения власти. Затем он убивает Дума из будущего.

### Marvel Zombies vs. The Army Of Darkness
Версия Дума с Земли-2149 также правит Латверией. Дум укрепляет свой замок для защиты от заражённых супергероев, и отказавшись от помощи Ника Фьюри, принимает беженцев с целью заселения планеты после разрешения ситуации. В то же время, Дум отобрал только самых выносливых латверийцев, исключив стариков и детей. Он создаёт импровизированный портал, который позволит сбежать в другие измерения, если чума зомби погубит планету. Думу приходится уничтожить мутанта Ослепительную и зомбированную Чаровницу, после того, как последняя заражает первую, но затем Виктор сам подвергается нападению со стороны зомбированных супергероев Marvel. В ходе развернувшегося сражения его заражает Рид Ричардс, который ранее намеренно заразил себя и своих товарищей по команде.
Незадолго до этого «умирающий» Дум героически использует свой портал, чтобы позволить беженцам переместиться в другую реальность. Несмотря на оборонительные меры, зомби вновь прорываются в его замок. Поскольку в живых остаются только он сам и Эш Уильямс, Дум признаётся, что заразился вирусом и поэтому не может лично пройти через портал. Несмотря на искушение съесть Эша, он сопротивляется, так как считает, что Эш позволил ему отомстить Риду Ричардсу, в результате чего даёт ему возможность сбежать и даже позволяет выбрать альтернативную реальность по своему усмотрению. Когда Эш убегает через портал, Дум в конечном итоге уничтожает устройство и добровольно остаётся вместе с зомби. Увидев, как Дум спасает беженцев, используя свой портал для их побега, зомбированное Существо внезапно нападает на Дума. Позже Дум был замечен в Нью-Йорк в числе отряда зомби пытавшихся поглотить Галактуса, прежде чем вступить в битву с зомбированными супергероями, которым удалось поглотить космические силы Галактуса раньше них, и предположительно погибает за кадром.

### Amalgam Comics
Во вселенной Amalgam Comics Доктор Дум был учёным, который работал на Кадмус вместе с Ридом Ричардсом и из зависти саботировал их космический проект. Также он поставил на себе эксперимент, используя образец гена Думсдэя, превратившись в Доктора Думсдэя.

### Mutant X
Во вселенной Mutant X Доктор Дум является супергероем и возглавляет собственную команду.

### Earth-X
В антиутопическом будущем, представленном в серии Earth-X, Доктор Дум убил Невидимую леди и Человека-факела, однако погиб и сам. Рид Ричардс занял место правителя Латверии и облачился в его доспехи.

### Old Man Logan
В альтернативном будущем, представленном в комиксе Old Man Logan, действие которого разворачивается на Земле-807128, суперзлодеи вселенной Marvel одержали победу и разделили Америку между собой. Доктор Дум получил собственную территорию под названием Новая Латверия. Дум, одетый во всё серое, стоя на вершине утёса наблюдает за состарившимися Логаном и Соколиным глазом, управляющими Багги-Пауком, который построил Человек-факел. Считается, что Клайд Винчем взял на себя роль Дума.
На Земле-21923, похожей на Землю-807128, история Доктора Дума осталась прежней. После того, как Старик Логан убил Красного Черепа и Халка, в Америке развернулась борьба за власть, которая привела к тому, что Доктор Дум захватил Президентский квартал. В какой-то момент во время захвата Президентского квартала он наткнулся на деревню, основанную Бароном Мордо. Отрезав Мордо путь к Агате Харкнесс, он убил Барона, забрал Даркхолд, который был в его владении, и освободил Софию Стрэндж и остальных людей, которые были порабощены Мордо. Кроме того, он позволил Агате уйти живой, заявив, что она ему обязана. На вопрос Софии о том, что он планирует делать с Даркхолдом, Доктор Дум заявляет, что собирается использовать его в последующем правлении.

### God Emperor Doom
Бог-Император Дум — самая могущественная версия Доктора Дума, обладающая силой Потусторонних и других героев. Во время сюжетной линии Secret Wars, Доктор Дум украл силу Потусторонних и стал известен как «Бог-Император Дум».

### Combat Colin
Доктор Дум появляется в газетном комиксе Combat Colin от Marvel UK. По сюжету, съезд супергероев подвергается нападению со стороны Человека-катка. Когда Боевой Колин и его полуавтоматический приятель Стив побеждают робота, выясняется, что того контролировал Доктор Дум, который объясняет, что после многих лет поражений от американских супергероев он надеялся, что у него есть шанс против некоторых некомпетентных британцев. На последней панели Дум снова находится в своём логове, окруженный вырезками из газет, в которых подробно описываются его прошлые поражения и он задаётся вопросом, как он поведет себя в бою с Паровозиком Томасом.

### Spider-Man: Life Story
В реальности комикса Spider-Man: Life Story, где супергерои Marvel стареют в реальном времени и начинают свою карьеру в том же году, что и вышли первые истории с их участием, Доктор Дум захватывает Землю по окончании Гражданской войны между Капитаном Америкой и Железным человеком. Для борьбы с ним формируется сопротивление, состоящее из тех, кому удалось пережить развернувшийся конфликт.

### Ultimate Marvel
Во вселенной Ultimate Marvel Доктор Дум также является злейшим врагом Фантастической четвёрки. На десятый день рождения Виктора ван Дамма его отец рассказал ему, что их род происходит от легендарного Влада III Цепеша, чьи потомки оказались разбросаны по всей Европе. Примерно в возрасте двадцати лет Виктор фон Дум прибыл в Америку, где начал обучаться в здании Бакстера, наряду с другими молодыми гениями, вроде Рида Ричардса и Сью Шторм.
Во время экспедиции в Н-Зону Виктор тайно изменил координаты. Это привело к катастрофе, в результате которой Фантастическая четвёрка получила свои способности. Впоследствии Виктор утверждал, что исходные координаты Ричардса были столь плохи, что даже ему не удалось исправить их. Дум также оказался жертвой аварии, в связи с чем он покрыл своё изуродованное тело металлической бронёй. Взяв себе прозвище Доктор Дум, он укоренился в Латверии, которая в этой реальности оказалась государством с большим количеством беженцев. Считая Ричардса виновником своего уродства, он послал в здание Бакстера рой маленьких смертоносных роботов. Фантастическая четвёрка отследила их источник и направилась в Копенгаген, считая, что только Дум сможет вновь сделать их нормальными. Пользуясь суверенитетом государства, Дум избежал расправы. Некоторое время спустя, выяснилось, что на него работает мать Сью и Джонни Шторм, Мэри Шторм.
Доктор Дум попытался заменить Рида Ричардса в качестве лидера Фантастической четвёрки. С помощью магии атлантов он поместил в тело Человека-факела древнего демона. Дум согласился извлечь его, взамен потребовав поменяться телами с Мистером Фантастиком. Виктор направился в здание Бакстера и спас Джонни, после чего вернулся Рид и вернул контроль над своим телом. Тогда же Доктор Дум направился в зомби-вселенную, бросив вызов местным обитателям. В дальнейшем Доктор Дум попытался захватить контроль над родиной Высшего Эскадрона, однако затем выяснилось, что это был Думбот. Во время нахождения Доктора Дума в зомби-вселенной, его место заняла Мэри Шторм. Шторм стала причиной гибели Алой ведьмы, вследствие чего Магнето устроил Ультиматум. В конечном итоге она была убита Существом. Настоящий Доктор Дум позднее вернулся и сотрудничал с Фондом Будущего. Некоторое время спустя он заключил союз с Гидрой и похитил Человека-паука и Женщину-паук, но потерпел поражение.

### Warlock
На оригинальной Анти-Земле Виктор фон Дум также является гением, однако, в отличие от своей классической версии, он не стал злодеем. Он фигурирует в серии Warlock. Здесь Виктор по-прежнему скрывает лицо за железной маской, но при этом не носит зелёный плащ с капюшоном. Он известен как «самый известный яйцеголовый в стране», «своего рода брат по духу» Рида Ричардса и "человек, столь же преданный выживанию Анти-Земли, как фон Дум с Земли «цели порабощения».
Он и Рид Ричардс мимоходом упоминаются в Marvel Premiere #2 и Warlock #2 как учёные без каких-либо сверхспособностей. В Warlock #6 раскрывается, что фон Дум и Ричардс были соседями по комнате, друзьями и партнёрами по лаборатории в колледже. Несмотря на то, что лицо Виктора было изуродовано во время недуачного эксперимента, эмоциональная поддержка Рида не позволила ему встать на путь зла. Когда Ричардс и трое его товарищей угнали космический корабль, чтобы стать первыми людьми в космосе, фон Дум безуспешно пытался отговорить его от несанкционированного вылета. В то время как вся Фантастическая четвёрка подверглась воздействию космического излучения, в случае с Ридом эффекты проявились только десять лет спустя, когда он стал Брутом из-за «скрытого космического излучения и таинственной вышестоящей фигуры».
В Warlock #5-7 Виктор фон Дум работал в лаборатории Ливерморской долины в Калифорнии, где он создавал транспортное средство для прокладки туннелей в Земле. Он предупредил президента о сильном землетрясении, которое может быть вызвано испытанием ядерной бомбы. В результате землетрясения случайно активировались «Противопехотные ракеты, прозванные птицами смерти», из-за которых погибло множество людей. Фон Дум смог уничтожить их с помощью Адама Уорлока, используя одно из своих изобретений под названием «деактиватор». Он умер, помогая Адаму Уорлоку остановить Брута от поглощения всей геотермальной энергии Анти-Земли, превратив его обратно в Рида Ричардса.

### What If?
В серии What If есть несколько историй, посвящённых Доктору Думу:
- В What If Doctor Doom had become a Hero?, Виктор прислушивается к предупреждению Рида Ричардса о том, что машина для связи с матерью Дума опасна, и благодаря Риду исправляет устройство и узнаёт о тяжёлом положении своей матери в аду. Как и в реальном мире, он ищет скрытую секту монахов, но на этот раз выбирает путь героя и действует под именем Дум. Виктор вызволяет мать из ада с помощью магии, а затем освобождает Латверию из-под власти графа Руффало, вскоре после этого женившись на своей возлюбленной Валерии. Тем не менее, злой демон Мефисто, разгневанный потерей души матери Дума, заключает всю нацию монарха в ловушку в стеклянном шаре, заявляя, что освободит их, если вместо души своей матери Дум решит отдать либо душу Валерии, либо свою собственную. Во время возникшей дилеммы Виктор приходит к выводу, что его амбиции и гордыня сильнее любви и отдаёт Валерию в жертву. В дальнейшем он сражается с демонами за душу возлюбленной[108].
- В What If Doctor Doom Were Sorcerer Supreme? Молодой Виктор фон Дум не остаётся в тайной секте монахов в Гималаях, а продолжает поиски Древнего. При встрече Древний мгновенно замечает огромный потенциал Дума и выражает надежду, что, взяв его в ученики, он сможет научить Дума смирению и отгородить от зла. Используя руки одного из своих роботов, чтобы заменить сломанные руки Стивена Стрэнджа, сокурсник Дума Мордо начинает видеть в нём серьёзного конкурента и пытается убить его. Дум с лёгкостью нейтрализует Мордо и закладывает небольшую бомбу в его череп, чтобы предотвратить дальнейшие предательства. Древний, опасаясь, что Дум будет представлять большую угрозу, решает завершить его обучение, отправив Дума в царство Мефисто, чтобы тот мог спасти его мать. Позже Дум умирает и передаёт свои воспоминания Стивену Стрэнджу[109].
- В What if Doctor Doom had Become the Thing?, Дум вновь прислушивается к Риду перед проведением опасного эксперимента, однако, притворяясь другом Ричардса, Виктор в тайне использует его. Во время строительства ракеты Рида Дум замечает дефект в защитном барьере, но решает никому не говорить об этом, вместо этого создавая броню для собственной безопасности. Тем не менее, броня Виктора напротив поглощает и усиливает воздействие космических лучей, превращая Дума в Существо. Он пытается убить Рида, обвинив его в своём текущем состоянии. В это время Бен Гримм (который так и не стал пилотом-испытателем Рида и вступил в армию, чтобы помочь в проекте «Гамма-бомба», не позволяя Рику Джонсу войти на испытательный полигон) оказывается неподалёку от гамма-бомбы. Последующее радиационное облучение превращает Бена в похожее на Халка существо, которое, называя себя «Гримм», пересиливает Дума, вынуждая того бежать[110].
- В What If: Secret Wars Дум узнаёт от Чаровницы о том, что Потусторонний выжил и убивает его. Виктор возвращается на Землю и побеждает различных угрожающих его власти существ, таких как Нелюди, Вечные и оставшиеся супергерои, в то время как Тони Старк и Доктор Стрэндж остаются его последними противниками. Дум устанавливает «рай» на Земле, устраняя глобальное потепление, бедность, войны и предоставляя устройство для получения неограниченной энергии. Далее он расправляется с космическими угрозами и побеждает объединённые силы Скруллов, Крии, Ши’ара, Технархий, Бадунов и Выводков. Находясь в космосе, он получает Камни Бесконечности, побеждая Старейшин Вселенной. Он использует их, чтобы освободить душу своей матери из плена Мефисто. В конце концов, он вступает в конфронтацию с Целестиалами, но побеждает их после битвы длиной в 407 лет. Поскольку Земля оказывается в тяжёлом состоянии по окончании конфликта, Дум использует оставшуюся силу, чтобы восстановить её. Он предстаёт перед человечеством, представившись «Победителем», а не Думом, и преисполняется решимости сделать из своих подданных могущественный вид[111].
- В What If: Iron Man: Demon in an Armor Тони Старк был соседом Дума по комнате в колледже вместо Рида Ричардса. Дум разработал машину, которая позволила ему перенести свой разум в тело Старка, оставив лишённого воспоминаний Тони в ловушке в своём собственном теле. В то время как Дум использует связи и компанию Старка, чтобы стать более могущественным, страдающий амнезией Старк, считая себя Думом, работает над тем, чтобы восстановить свою жизнь, создав собственную компанию и сформировав свою репутацию с нуля. Кульминацией становится противостояние между двумя соперниками, одетыми в ранние версии своих доспехов: Дум разработал зелёно-серебряную броню Железного человека, а Старк создал костюм Дума с золотым и красным плащом. Дум раскрывает Старку правду, однако тот отказывается вернуть своё тело, поскольку Виктор уже уничтожил репутацию Тони.

### Земля-111
В реальности, которую посетил Бен Гримм при попытке восстановить координаты Абсолютный Нуллификатора, разделённого между подсознаниями четырёх альтернативных Джонни Штормов, Дум был лидером «Претендентов Судьбы», состоящих из него самого, Рида Ричарда, Сью Шторм и Халка. Латверия была разрушена в результате неназванной катастрофы в прошлом, а Дум переехал в Нью-Йорк, чтобы стать героем. Когда Галактус прибыл на Землю и приземлился в России, Дум воспринял его появление как розыгрыш, из-за чего Гримма отметил, что этот Дум был более высокомерным, чем версия из его родного мира, поскольку Дум Земли-616, по крайней мере, был готов слушать даже своих врагов, если ситуация была достаточно серьёзной.

### Земля-1191
В отличие от большинства Думов, на Земле-1191 он представлен как старый, дряхлый человек одержимый восстановлением своего прежнего авторитета и телосложения, который, тем не менее, остаётся умным и коварным как и его более молодая версия. Лайла Миллер и Мэдрокс видят в нём возможность вернуться в их родную реальность. После обнаружения и повторной активации машины времени, предоставленной Людьми Икс из будущего, Дум предаёт их, приказывая путешествующему во времени «Кортексу» использовать свои способности, чтобы «Уничтожить всех мутантов». Также Думу удаётся взять под контроль киберизированное тело Циклопа, однако терпит поражение от руки его дочери Руби. После этой битвы Дум исчезает.

### Земля-691
В альтернативном будущем 31 века оригинальных Стражей Галактики, обозначенном как Земля-691, Дум каким-то образом сумел поместить свой мозг внутрь адамантиевого скелета Росомахи, скрыв этот факт при помощи идеальной копии своей оригинальной брони, плаща, капюшона и искусственной плоти, чтобы создать впечатление, что ему удалось продлить срок своей жизни. В конце концов он сталкивается лицом к лицу с Ранкор, потомком Росомахи, и предлагает ей заключить союз, на деле намереваясь использовать её в качестве пешки для собственной выгоды, в то время как сама Ранкор стремится убить Виктора и установить обстоятельства смерти Росомахи. Ранкор удаётся ударить по одному из роботизированных глаз Дума, после чего тот отступает и более не появляется.

### Земля-TRN667
Во время поисков семьи Ричардсов Человек-факел и Существо посещают реальность, в которой последний пал во время первого сражения Фантастической четвёрки с Галактусом. Доктор Дум из этой вселенной спас Землю, перенеся свой разум в тело Галактуса, в результате чего Земля была пощажена, но жажда власти Дума заставила его поглотить все остальные планеты во вселенной. С помощью Рида Ричардса и Эммы Фрост с Земли-TRN667 Джонни и Бен побеждают его, перенеся его разум в тело Эммы Фрост, в то время как она становится Несущей Жизнь.

### Marvel Universe vs the Avengers
Спустя несколько недель после того, как высокоинфекционный патоген превратил большую часть населения Земли в смертоносных каннибалов, Доктор Дум принимает участие в последней битвы Мстителей против множества инфицированных и помогает отразить нападение. Дум предлагает героям использовать Камни Дума, которые нейтрализуют эффект воздействия патогена. В обмен он требует беспрекословного подчинения.
Не находя иного выхода, оставшиеся Мстители принимают условия Дума, однако Тор отказывается и решает вернуться в Асгард. Согласившиеся на предложение Дума Мстители, тем не менее, в тайне изучают природу Камней Дума. Соколиный Глаз в конце концов обнаруживает, что сам Дум на самом деле также является заражённым, когда замечает его за поеданием трупа Мистик. Выясняется, что Камни Дума не останавливают инфекцию, а наоборот ускоряют процесс трансформации.
Открытие Соколиного Глаза вынуждает Дума превратить большинство выживших героев, оставшихся в Нью-Йорке, в каннибалов. Единственными незаражёнными героями остаются лишь Соколиный Глаз, Каратель и Чёрная вдова. Несмотря на свою победу над Мстителями, Дум был застрелен Соколиным глазом.

### Venomverse
Во вселенной Venomverse Дум был поглощён Ядовитыми и стал вторым человеком в их армии после Таноса. Вместе с другими Ядовитыми он сражался с Армией Веномов и остался единственным живым. Затем Ядовитые пытаются попасть на Землю-616, однако он и Танос погибли после смерти Ядовитой королевы.

### King Thor
В мире Короля Тора Дум приобрёл силы Железного Кулака, Призрачного гонщика, Звёздного Клейма и Доктора Стрэнджа. Он хотел уничтожить новых смертных, появившихся на безлюдной Земле, однако на него напали Король Тор и Старик Феникс. Во время битвы Дум убил Логана, что позволило Силе Феникса отправиться к Тору прямо перед тем, как Дум собирался использовать свой Взгляд Покаяния на Торе. Обретя Силу Феникса, Тор смог победить Дума.

### Old Woman Laura
В альтернативной реальности Дум собрал большую часть суперзлодеев Земли в единую армию, пытаясь завоевать мир. Когда его «солдаты» были разбиты и заключены в тюрьму, Дум отступил в Латверию, создав непроницаемое силовое поле над всей страной. Спустя десятилетия Росомаха получает известие, что Дум держит в плену её сестру-клона Беллону, и организовывает тайное нападение, чтобы уничтожить Дума раз и навсегда. Думу удаётся схватить Лору, раскрывая, что он намеренно распространил информацию, которая побудила её напасть. Он пытается перенести свой разум в тело Лоры, чтобы покинуть состарившееся, но обнаруживает, что сама Лора умирает. Дум возвращается в своё тело, после чего Лора моментально убивает его.

### Heroes Reborn
В реальности Heroes Reborn 2021 года вариант Доктора Дума предстаёт как член Повелителей Дума, который превратился в Доктора Джаггернаута с помощью рубина Ситторака. После побега из Негативной зоны Доктор Джаггернаут нападает на лужайку перед Белым домом и сражается с Гиперионом.

### Doom Supreme
Доктор Дум из альтернативной реальности существовал под именем Верховный Дум и был мастером самых тёмных мистических искусств. В прошлом он любил женщину по имени Валерия, после смерти которой удалил плоть с её костей и выковал доспехи при помощи силы жертвоприношения, а затем стал Верховным Магом своего мира. Чтобы подпитывать свою броню, Верховный Дум отправился за некоторыми альтернативными версиями самого себя и принёс их в жертву.
Впоследствии Верховный Дум стал свидетелем битвы между доисторическими Мстителями и молодым Таносом. К нему обратился Мефисто с предложением собрать собственных Повелителей Зла из числа самых злых злодеев по всей Мультивселенной и покорить её, а затем спасти Землю-616. В команду Дума вошли: Чёрный череп, Тёмный Феникс и её берсеркеры, Призрачный гоблин, Малыш Танос и Король Киллмонгер.

## Коллекционные издания
| Название                                    | Материал | Дата публикации | ISBN           |
| ------------------------------------------- | --- | --------------- | -------------- |
| Villainy of Doctor Doom                     | Fantastic Four #39-40, 84-87, 239—240 и Annual #2. | Ноябрь 1999     | 978-0785122715 |
| Doom                                        | Doom #1-3 | Апрель 2002     | 978-0785108351 |
| Fantastic Four: Books of Doom               | Books of Doom #1-6 | Август 2006     | 978-0785122715 |
| Doctor Doom and the Masters of Evil         | Dr. Doom & The Masters of Evil #1-4 | Июль 2009       | 978-0785138440 |
| Dr. Strange & Dr. Doom: Triumph and Torment | Doctor Strange and Doctor Doom: Triumph and Torment, Doctor Strange (vol. 2) #57 и материал из Astonishing Tales #8 и Marvel Fanfare #16,43 | Сентябрь 2013   | 9780785156154  |
| Stan Lee Meets…                             | Stan Lee Meets Dr. Doom и Stan Lee Meets The Amazing Spider-Man, Dr. Strange, The Thing, Silver Surfer | Октябрь 2019    | 978-1846533594 |
| Doctor Doom: Potterville                    | Doctor Doom #1-5 и материал из War of the Realms: War Scrolls #3 | Апрель 2020     | 978-1302920890 |
| Doctor Doom: Bedford Falls                  | Doctor Doom #6-10 | Март 2021       | 978-1302920906 |
| King in Black: Avengers                     | King in Black: Iron Man/Doom #1 и King in Black: Black Panther #1, King in Black: Captain America #1, King in Black: Ghost Rider #1, King in Black: Immortal Hulk #1, King in Black: Wiccan and Hulkling #1 | Июль 2021       | 978-1302930349 |
| Doctor Doom: The Book of Doom Omnibus       | Fantastic Four (vol.1) #5-6, 39-40, 246—247, 258, 278—279, 350, 352; Amazing Spider-Man (vol. 1) #5; Marvel Super-Heroes #20; Giant-Size Super-Villain Team-Up #1-2; Super-Villain Team-Up #13-14; Champions (vol. 1) #16; Amazing Spider-Man Annual #14; Uncanny X-Men (vol. 1) #145-147; Iron Man (vol. 1) #149-150; Marvel Super Heroes Secret Wars #10-12; Marvel Graphic Novel: Emperor Doom, Doctor Strange and Doctor Doom — Triumph and Torment; Fantastic Four (vol. 2) #67-70, 500; Fantastic Four Special #1; Books of Doom #1-6; материал из Fantastic Four (vol. 1) #236, 358; Fantastic Four Annual #2; Astonishing Tales #1-3, 6-8; Marvel Double-Shot #2 | Июнь 2022       | 978-1302934200 |
| Heroes Reborn: The Return Omnibus           | Heroes Reborn: Doomsday, Heroes Reborn: Doom, Doom #1-3, Doom: The Emperor Returns #1-3 и Heroes Reborn: The Return #1-4, Thor Annual 1999, Heroes Reborn: Ashema, Masters of Evil, Rebel, Remnants, Young Allies, Fantastic Four (vol. 2) #25, 31, Thunderbolts #51-52, 60-62, 64, 66, 68, 70, 72, 74, Exiles #81-82, Onslaught Reborn #1-5, Onslaught Unleashed #1-4, Marvel Spotlight: Heroes Reborn/Onslaught Reborn | Сентябрь 2020   | 978-1302925178 |

### Doom 2099
| Название                                           | Материал | Дата публикации | ISBN           |
| -------------------------------------------------- | --- | --------------- | -------------- |
| Doom 2099: The Complete Collection by Warren Ellis | Doom 2099 #24-39 | Апрель 2013     | 978-0785167549 |
| Amazing Spider-Man 2099 Companion                  | Doom 2099 (vol. 2) #1 и 2099 Alpha #1, Conan 2099 #1, Fantastic Four 2099 #1, Ghost Rider 2099 (vol. 2) #1, Spider-Man 2099 (vol. 3) #1, The Punisher 2099 (vol. 2) #1, Venom 2099 #1, 2099 Omega #1 | Август 2020     | 978-1302924928 |

### Infamous Iron Man
| Название                                         | Материал                | Дата публикации | ISBN           |
| ------------------------------------------------ | ----------------------- | --------------- | -------------- |
| Infamous Iron Man Vol. 1: Infamous               | Infamous Iron Man #1-6  | Июнь 2017       | 978-1302906245 |
| Infamous Iron Man Vol. 2: The Absolution of Doom | Infamous Iron Man #7-12 | Декабрь 2017    | 978-1302906252 |

## Критика и культурное влияние
Рэпер Дэниел Думилей создал свои сценические имена MF DOOM и Viktor Vaughn вдохновившись Доктором Думом. В своём альбоме MM..Food использовались реплики персонажа из мультсериала «Человек-паук» 1981 года.
В книге Superhero: The Secret Origin of a Genre Питер Куган заявил, что при первых появлениях Дум отразил новый подход к изображению «безумных учёных», которые стали полноценными злодеями с улучшенными способностями. Эти персонажи представляют собой разрушающих жанр злодеев, которые существуют в приключениях «в мире, в котором естественные законы природы слегка приостановлены». Среди других персонажей автор выделил: профессора Мориарти, графа Дракулу, Аурика Голдфингера, Ганнибала Лектера, Джокера, Лекса Лютора и Дарта Вейдера. Питер Сандерсон разглядел черты персонажей Уильяма Шекспира Ричарда III и Яго в Думе: "все они обращаются к зрителям посредством монологов с подробным описанием своих мыслей и амбиций.
Названный «культовым», Доктор Дум является одним из самых положительно принятых персонажей Вселенной Marvel, а также одним из наиболее регулярных противников героев и других злодеев комиксов. Посвящённый комиксам сайт Panels of Awesome поместил Доктора Дума на 1-е место в своём списке «10 лучших злодеев в комиксах», в то время как журнал Wizard и вовсе назвал 4-м среди «100 величайших злодеев всех времён».
Comic Book Resources поместил Виктора фон Дума на 4-е место среди своих любимых персонажей Marvel. Журналист Брент Эсенбаргер отметил, что Дум «противостоял таким сущностям, как Мефисто, Потусторонний и Галактус, и часто пересиливал их», а также тот факт, что «при других обстоятельствах Доктор Дум мог бы стать спасителем, но как бы то ни было, вместо этого он остаётся величайшим злодеем Marvel». Другой журналист Джейсон Стэнхоуп охарактеризовал его мастерство в магии и машиностроении «необычной комбинацией», а также упомянул, что «его внутреннее чувство благородства отличает Виктора от меньших злодеев, подобно Магнето». Также фон Дум был фаворитом для многих сценаристов, которые работали с персонажем. Стэн Ли назвал Дума своим любимым злодеем, отметив: «Дум может приехать в Соединённые Штаты и сделать почти всё, что угодно, однако мы не вправе остановить его из-за дипломатического иммунитета. Кроме того, он хочет править миром, и если подумать, желание править миром не является преступлением». Марк Уэйд разделил позицию Ли относительно персонажа, заявив, что «у Дума есть отличный внешний вид, отличный визуальный дизайн и крышесносный ориджин».
В парке развлечений Universal Orlando существует аттракцион под названием Doctor Doom’s Fearfall.

## Товары
Поскольку Доктор Дум является одним из самых популярных злодеев Marvel, было выпущено множество различных товаров, основанных на персонаже, включая фигурки и коллекционные карточки:
- В 1984 году Mattel выпустила первую фигурку Доктора Дума в рамках линейки Marvel Super Heroes: Secret Wars.
- В 1990 году ToyBiz выпустила фигурку Доктора Дума в линейке Marvel Super Heroes.
- В 1994 году ToyBiz выпустила ещё одну фигурку Доктора Дума на основе его появления в мультсериале «Фантастическая четвёрка» 1994 года. В том же году было выпущено лимитированное издание данной версии.
- В 1998 году ToyBiz выпустила фигурку Доктора Дума в рамках линейки Marvel Comics Famous Cover.
- В 2002 году ToyBiz выпустил фигурку Доктора Дума и вариант Думбота в линейке Marvel Legends. В 2006 году вышла версия фигурки со шрамами.
- В 2006 году Hasbro выпустила фигурку Доктора Дума в рамках линейки Marvel Legends Icons.
- В 2007 году Hasbro выпустила фигурку Доктора Дума в линейке Marvel Legends. Перекрашенная версия а также образ из Фонда Будущего были выпущены в 2012 году в рамках Marvel Legends Epic Heroes.
- В 2008 году была выпущена фигурка Доктора Дума на основе его появления в фильме «Фантастическая четвёрка: Вторжение Серебряного сёрфера» 2007 года.
- В 2009 году была выпущена 3-дюймовая мини-фигурка Доктора Дума, основанная на его появлении в мультсериале «Фантастическая четвёрка: Величайшие герои мира» 2006 года от MoonScoop.
- В 2010 году Hasbro выпустила фигурку Доктора Дума в линейке Marvel Universe. Версия Фонда Будущего была впоследствии выпущена в качестве эксклюзива New York Comic Con 2011 и 2012 годов.
- В 2012 году Upper Deck выпустила набор Legendary: A Marvel Deck Building game, где Доктор Дум присутствовал наряду с Красным Черепом, Магнето и Локи.
- В 2014 году в мультсериал «Звёздные войны: Войны клонов» был добавлен клон с позывным «Дум» внешний вид и имя которого прямо отсылают на персонажа комиксов Marvel.
- В 2015 году ThreeA выпустила фигурку Доктора Дума в масштабе 1/6, дистрибуцией которой занималась компания GoodSmile.
- Доктор Дум был частью коллекционной карточной игры Hero Attax 2012 года.
- В 2019 году Hasbro выпустила фигурку Доктора Дума в линейке Marvel Legends.
- В 2020 году Доктор Виктор фон Дум был добавлен в качестве босса в популярную игру Fortnite. После победы над ним игрок получает перчатки, которые позволяют ему стрелять взрывными снарядами и энергетической бомбой[135].